# Kornidzor
Kornidzor (en arménien : Կոռնիձոր) est une communauté rurale de la commune de Tegh, située dans la région du Syunik en Arménie. 

## Géographie
Le village est situé à l'extrémité orientale de l'Arménie, près de la frontière avec l'Azerbaïdjan, à 200 km d'Erevan.

## Démographie
En 2008, Kornidzor comptait 1 297 habitants.